# 稍日向
稍 日向（やや ひなた）は、日本の漫画家、原画家。おもにコアマガジン系の成人向け漫画雑誌で活動。2005年から翌年にかけては『THE IDOLM@STER』の漫画化作品の作画を担当した。

## 作品リスト

### 単行本（一般向け）
- THE IDOLM@STER（「コンプエース」連載）
- 魔王なオレと不死姫の指輪（「コミック・ダンガン」連載）
- 異世界エルフの奴隷ちゃん（「水曜日はまったりダッシュエックスコミック」連載）
- 劣等眼の転生魔術師〜虐げられた最強の孤児が異世界で無双する〜（「水曜日はまったりダッシュエックスコミック」連載）

### 単行本（成年向け）
- 隣の巫女さんは皆笑う（2005年2月、コアマガジン刊、ISBN 4-87734-810-7）
  - 隣の巫女さんは皆笑う（コミックメガストア 2002年6月号-2005年1月号）
  - MASTER PIECE（コミックメガストア 2002年4月号）
  - ヒナちゃんといっしょ（コミックメガストア 2001年10月号）
- かまってくれなくてもいいんだからねっ（2006年10月、コアマガジン刊、ISBN 4-86252-054-5）
- ぬこ巫女タン（2011年10月、コアマガジン刊、ISBN 978-4-86436-172-9）
- 累あぽかりぷす!（2017年11月、ジーオーティー刊、ISBN 978-4-8148-0054-4）
  - 累あぽかりぷす！（COMIC ExE 第3号、第4号、第8号）
  - ようこそ☆はぐれ荘へ（COMIC X-EROS 2015年2月号-3月号）
  - ときめきふたご温泉（COMIC ExE 第7号）
  - いんそむにあ！（COMIC X-EROS 2016年1月号）
  - 少女ロボット（コミックホットミルク 2011年12月号）
  - 放ったらかしバケーション!!（コミックホットミルク2009年8月号）

### ゲーム（成年向け）
- 魔孕巫女 (Parthenon)
- 巫女さんといっしょ!〜イケナイご奉仕奮戦記〜(しゅこあ！)